# Neivamyrmex inflatus
Neivamyrmex inflatus é uma espécie de formiga do gênero Neivamyrmex.